# Conservatoire national des arts et métiers
Narodowe Konserwatorium Sztuki i Rzemiosła (fr. Conservatoire national des arts et métiers, Cnam) – uczelnia wyższa zaliczana do grona grand établissement założona w Paryżu w czasie rewolucji francuskiej 10 października 1794 r. Po raz pierwszy propozycja utworzenia tego typu instytucji została wysunięta przez opata Henriego Grégoire'a. Jako siedzibę otrzymało budynki zlikwidowanego w rezultacie rewolucyjnych represji klasztoru benedyktynów i przyległego kościoła św. Marcina.
Twórcy Conservatoire National des Arts et Métiers stawiali przed tą instytucją cele edukacyjne, co przejawiało się wyraźnie w już samej nazwie. Miała to być uczelnia służąca kształceniu młodzieży, zwłaszcza rzemieślniczej, dla której gromadzone zbiory były pewnego rodzaju pomocą naukową, a równocześnie przykładami godnych naśladowania osiągnięć sztuki, rzemiosła i przemysłu. Koncepcja ta odpowiadała hasłom epoki Oświecenia: uznaniu dla wiedzy i dążeniu do rozwoju wytwórczości.
Profil instytucji, nadany w XVIII stuleciu dotrwał w zasadzie do czasów nam współczesnych, z tym że rozwijające się zbiory spowodowały wyodrębnienie muzeum techniki Musée des arts et métiers. 